# Jakob Speigl
Jakob Speigl (* 22. Februar 1933 in Engelsdorf, Landkreis Cham; † 27. November 2023 in Sinzing) war ein deutscher römisch-katholischer Priester, Kirchenhistoriker, Christlicher Archäologe und Patrologe.

## Leben
Jakob Speigl, geboren am 22. Februar 1933 in Engelsdorf, studierte römisch-katholische Theologie in Rom, wo er auch am 10. Oktober 1958 die Priesterweihe empfing. Er wurde dann später ebenfalls in Rom 1962 mit einer Dissertation zur historischen Theologie Ignaz Döllingers zum Dr. theol. promoviert. Er war Kaplan in Großköllnbach und Hirschau in seinem Heimatbistum Regensburg. 1964 habilitierte er sich an der Universität München. 1969 erhielt er die venia legendi für Kirchengeschichte des Altertums und Patrologie und lehrte als Privatdozent. In dieser Zeit, die er in München verbrachte, schloss er sich der W.K.St.V. Unitas-Ostland-Monachia im Unitas-Verband an.
Speigl war von 1972 bis 2001 Professor für Kirchengeschichte des Altertums sowie der Christlichen Archäologie und Patrologie an der Universität Würzburg. Von 1985 bis 1987 wirkte Speigl als Dekan der Katholisch-Theologischen Fakultät. Von 1998 bis 2008 war er zudem Wissenschaftlicher Direktor des Ostkirchlichen Instituts der Bayerisch-Deutschen Augustinerprovinz an der Universität Würzburg. Er veröffentlichte zahlreiche Publikationen und wissenschaftliche Aufsätze zur Geschichte der Kirche, mit den Kirchenvätern und mit den frühen Konzilien.
Viele Jahre war er im Bistum Würzburg als Seelsorger aktiv, insbesondere in den Würzburger Dekanaten und im Dekanat Ochsenfurt. Zudem engagierte er sich als Seelsorger bei den Armen Schulschwestern im Würzburger Stadtteil Heidingsfeld. Er war Mitglied der W.K.St.V. Unitas-Hetania zu Würzburg im Unitas-Verband und deren Geistlicher Beirat der Aktivitas.
Papst Johannes Paul II. ernannte Speigl 1998 zum Päpstlichen Ehrenprälaten.
Seit Juni 2023 lebte Speigl in Sinzing (Landkreis Regensburg), wo er am 27. November 2023 im Alter von 90 Jahren starb. Er wurde am 2. Dezember 2023 in einem Gottesdienst unter der Leitung von Weihbischof Ulrich Boom beigesetzt.

## Schriften (Auswahl)
Bücher
- Traditionslehre und Traditionsbeweis in der historischen Theologie Ignaz Döllingers. Ludgerus-Verlag Wingen, Essen 1964 (Dissertation).
- Der Pelagianismus auf dem Konzil von Ephesus. Verlag Adolf M. Hakkert, Amsterdam 1969.
- Der Römische Staat und die Christen. Staat und Kirche von Domitian bis Commodus. Verlag Adolf M. Hakkert, Amsterdam 1970, ISBN 978-9025600198.
- Gesammelte Aufsätze 1989–2000 mit einem Anhang: Bibliographie sämtlicher Aufsätze von Jakob Speigl. Herausgegeben von Josef Rist. Augustinus-Verlag, Würzburg 2001.

Aufsätze
- Zum Kirchenbegriff des Laktanz. In: Römische Quartalschrift. Band 65, 1970, S. 15–28.
- Das entstehende Papsttum, die Kanones von Niäa und die Bischofseinsetzungen in Gallien. In: Georg Schwaiger (Hrsg.): Konzil und Papst. Historische Beiträge zur Frage der höchsten Gewalt in der Kirche. Festgabe für Hermann Tüchle. Schöningh, München 1975, S. 43–62.
- Ignatius in Philadelphia: Ereignisse und Anliegen in den Ignatiusbriefen. In: Vigiliae Christianae. Band 41, 1987, S. 360–376.
- Die Synode von 536 in Konstantinopel. In: Ostkirchliche Studien. Band 43, 1994, S. 105–153.
- Der Religionsbegriff Augustins. In: Annuarium Historiae Conciliorum. Band 27/28, 1995/1996, S. 29–60.
- Die Diskussion um Pluralismus und Universalität in der Religion. Ein Schlüssel zum Verständnis des apologetischen Werkes des Justin. In: Maria-Barbara von Stritzky, Christian Uhrig (Hrsg.): Garten des Lebens. Festschrift für Winfrid Cramer (= Münsteraner theologische Abhandlungen. Band 60). Oros-Verlag, Altenberge 1999, ISBN 3-89375-179-3, S. 275–307.
- Zur universalen Theologie Augustins. Die Religionsthematik in De civitate Dei. In: Augustiniana. Band 50, 2000, S. 9–63.
- Zur apologetischen und antihäretischen Ausrichtung des Religionsbegriffes Augustins. In: Zeitschrift für Missionswissenschaft und Religionswissenschaft. Band 86, 2002, S. 26–43.
- Der ökumenische Patriarch. Zur Entstehung und kanonischen Bestätigung einer frühkirchlichen Institution im Spannungsfeld mit der Kirche von Rom. In: „… zur Zeit oder Unzeit“. Studien zur spätantiken Theologie-, Geistes- und Kunstgeschichte und ihrer Nachwirkung. Hans Georg Thümmel zu Ehren. Hrsg. von A. M. Ritter, W. Wischmeyer, W. Kinzig (= Texts and Studies in the History of Theology. Band 9). Edition Cicero, Mandelbachtal/Cambridge 2004, S. 53–75.